# Angiopteris esculenta
Angiopteris esculenta är en kärlväxtart som beskrevs av Ren Chang Ching. Angiopteris esculenta ingår i släktet Angiopteris och familjen Marattiaceae. Inga underarter finns listade i Catalogue of Life.